# Sawt Al Ahrar
Sawt Al Ahrar  (La Voix des (Hommes) Libres) (en arabe صوت الأحرار) est un quotidien généraliste algérien en langue arabe fondé en 1998, organe central du parti FLN. Il s'agit d'un des six quotidiens de la presse publique en Algérie.